# Google Street View

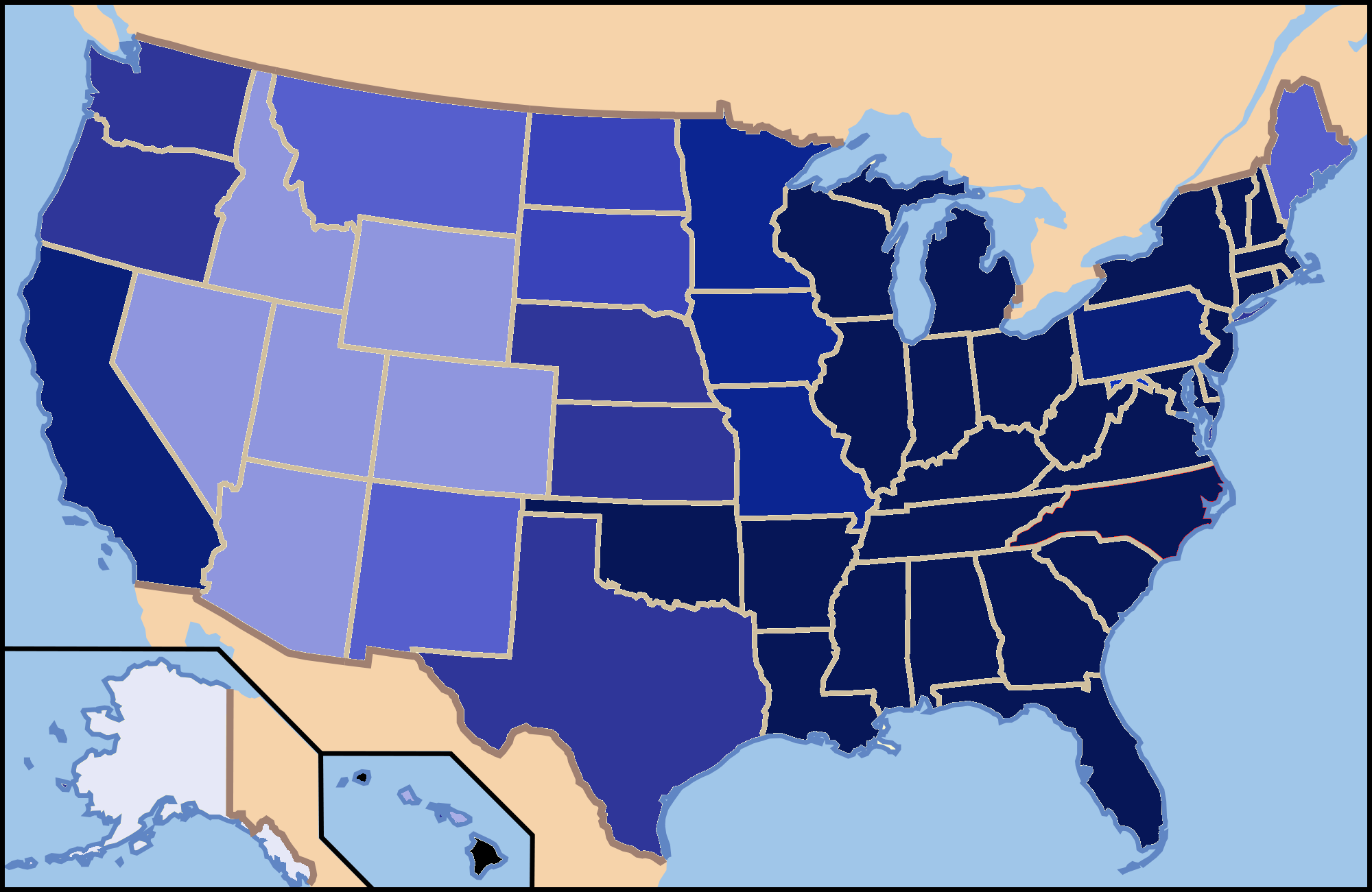
Hustota pokrytí Street View v USA

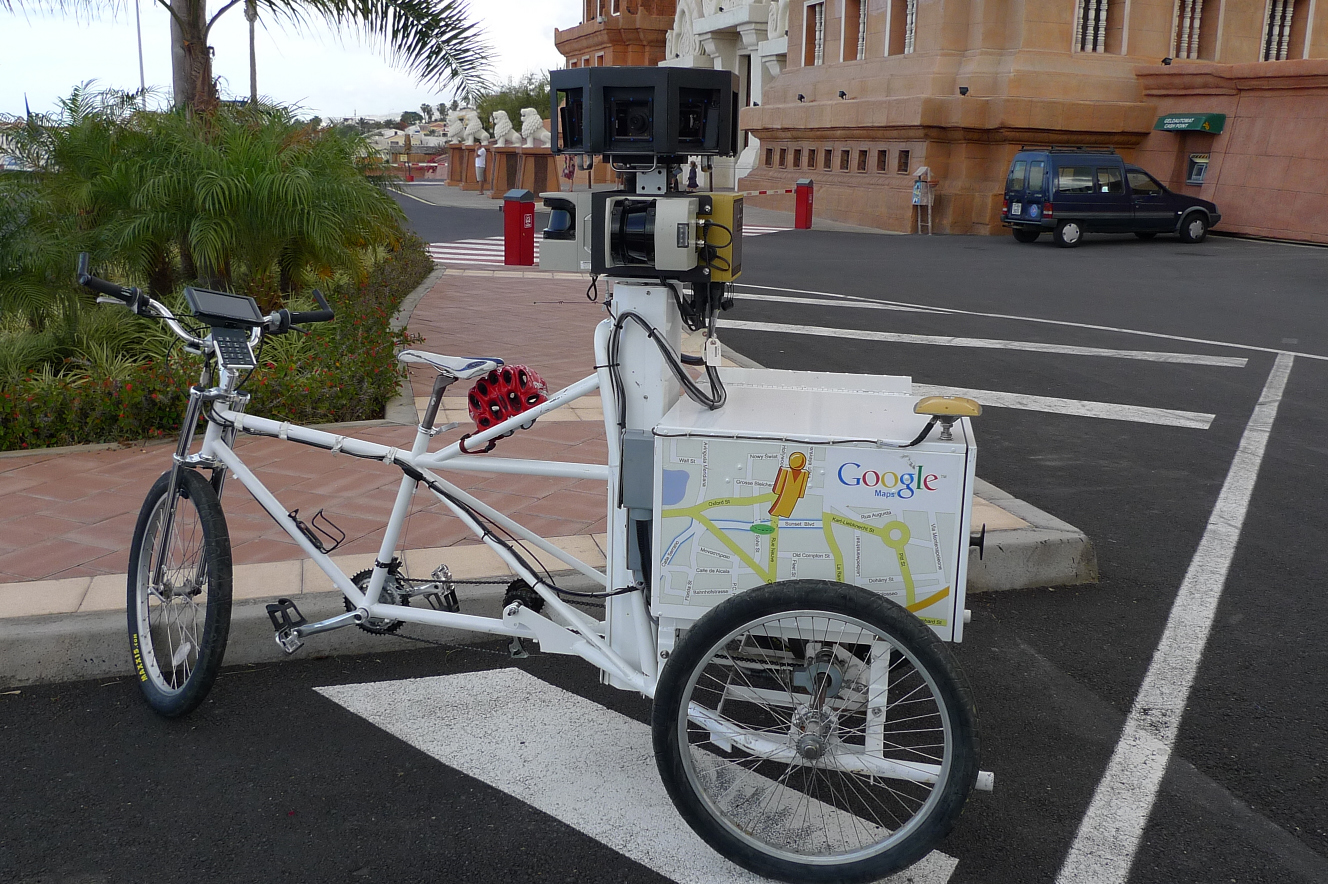
Tříkolka Google Street View trike, Spojené království, duben 2010

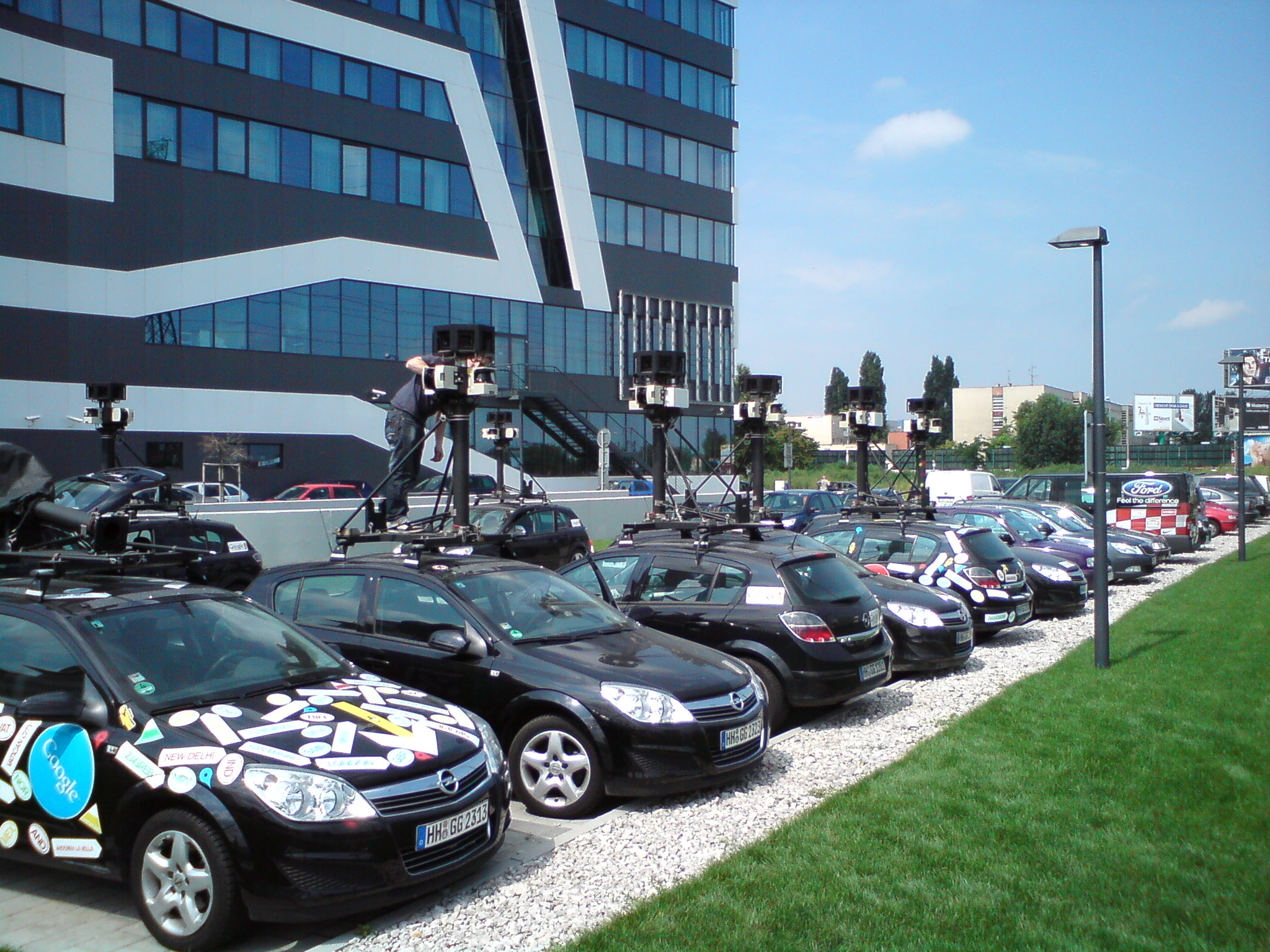
Automobily Google v Bratislavě, 2010

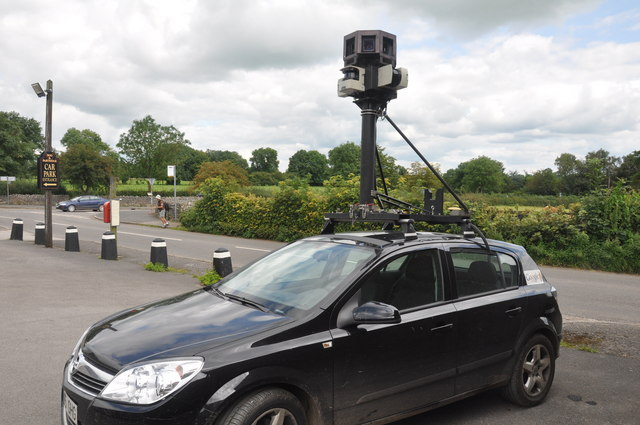
Google Street View v Peak District

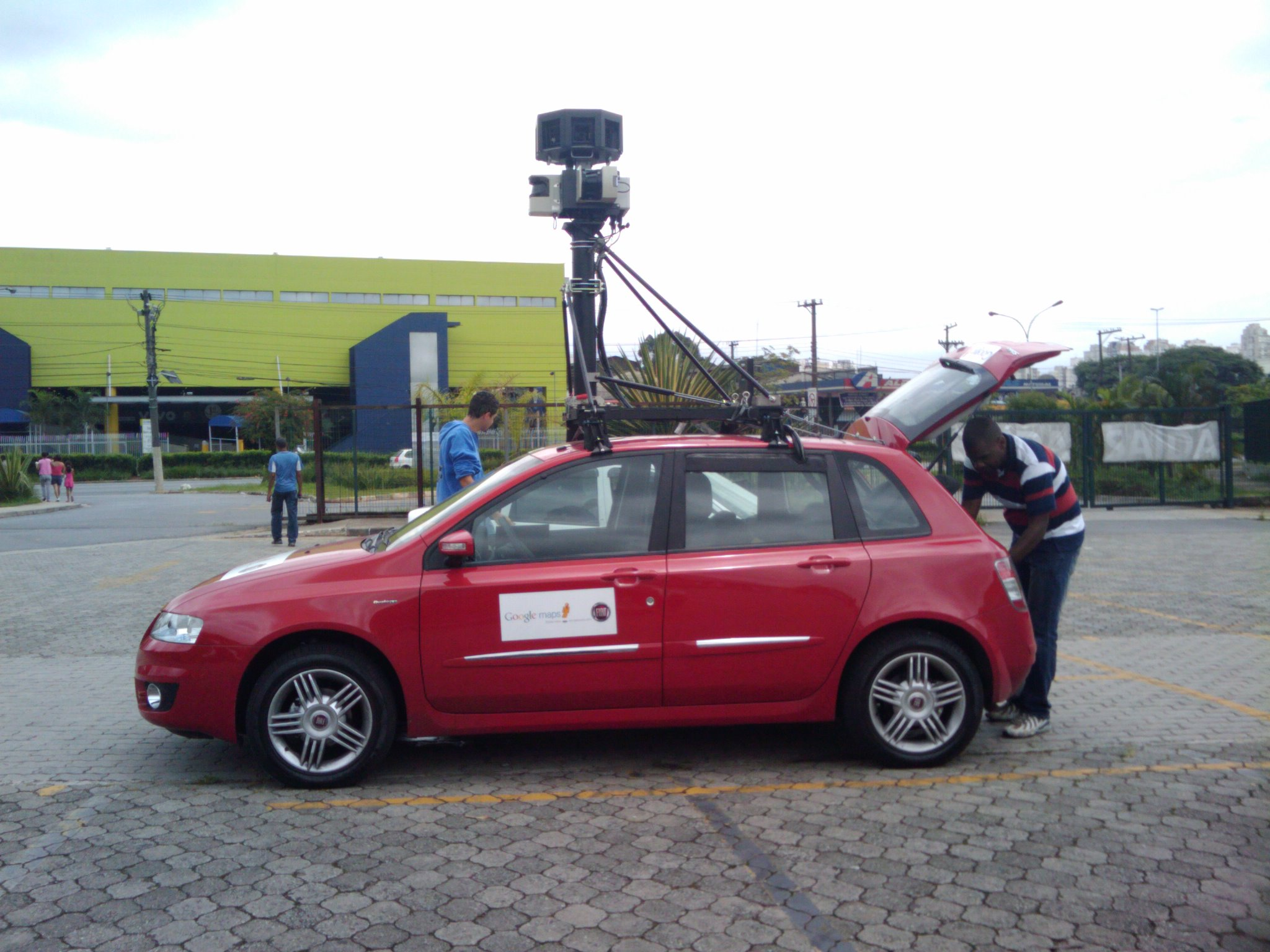
Google Street View v São Paulu, leden 2010

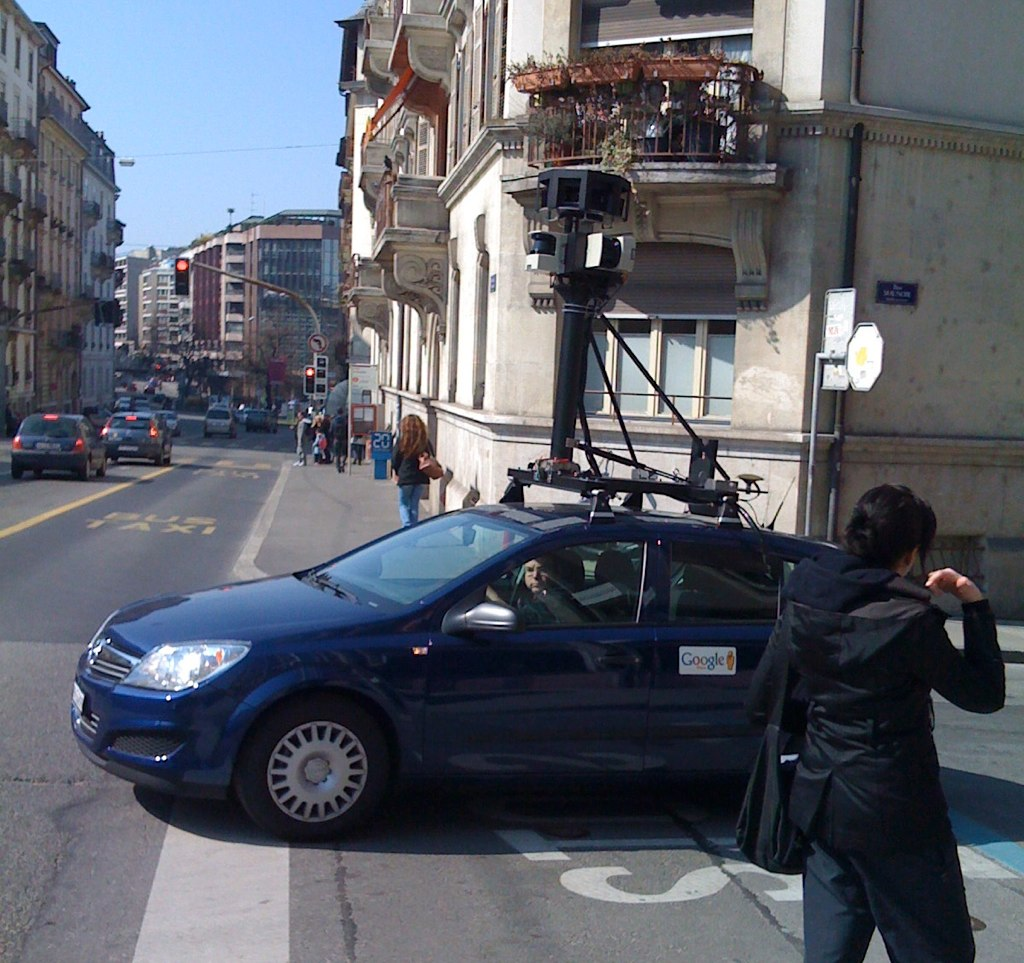
Google Street View (Opel Astra) v Ženevě, březen 2009

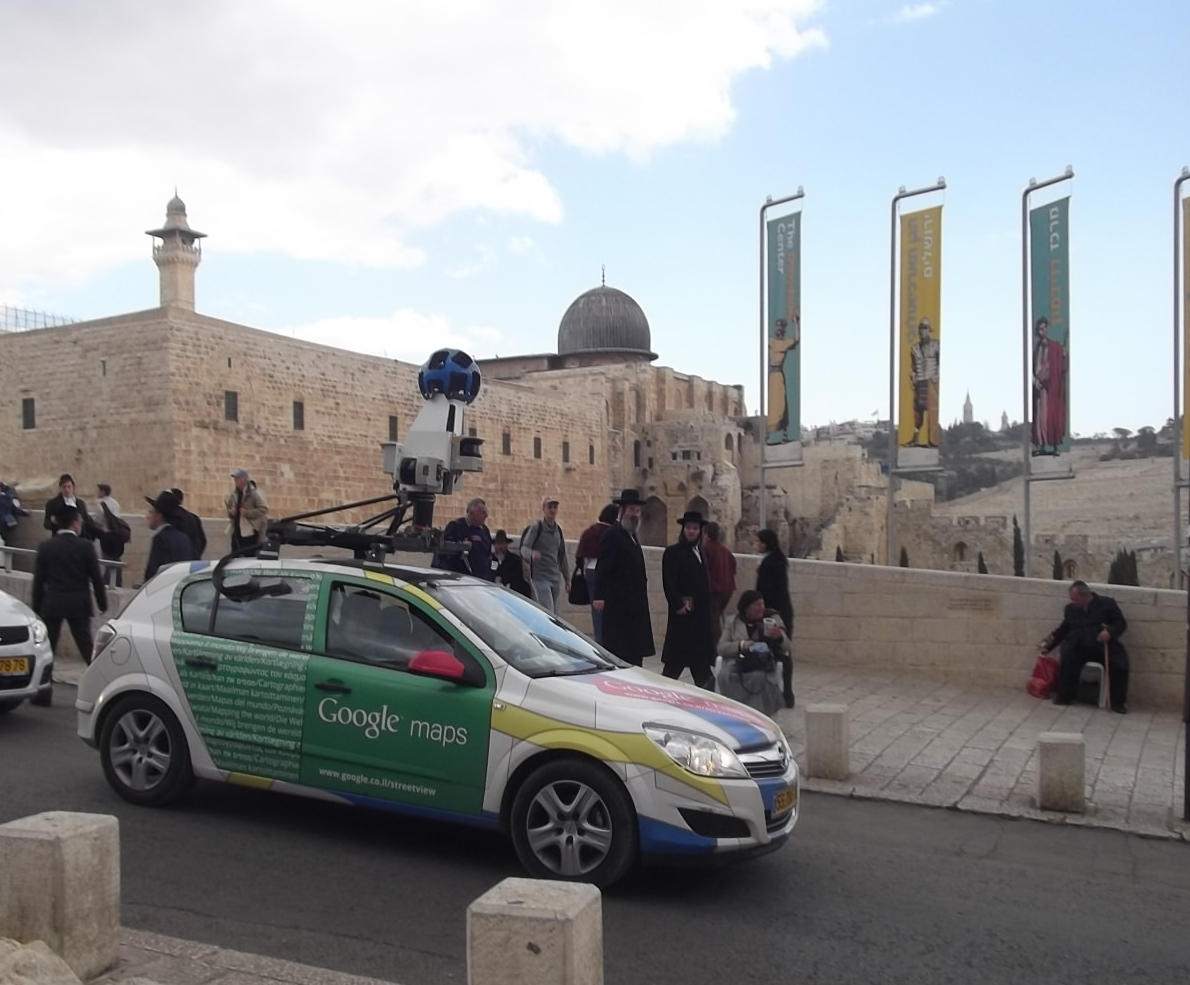
Google auto v Jeruzalémě

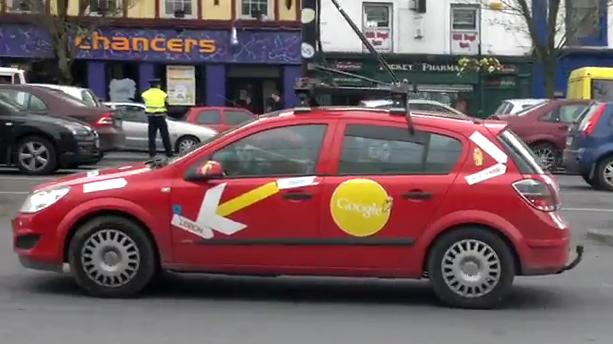
Google Street View auto Opel Astra v Thurles, Severní Tipperary, Irsko

Street View je aplikace v rámci Google Maps a Google Earth, která nabízí panoramatické pohledy (360 ° horizontálně a 290 ° vertikálně) v mnoha městech a státech v různých částech světa. Pohledy jsou snímány z výšky přibližně 2,5 metru asi každých 10 metrů. Služba byla uvedena 25. května 2007 v několika městech USA a postupně se rozšířila do mnoha států na dalších kontinentech.

## Snímání
Panoramatické fotografie v USA jsou snímány pomocí flotily automobilů typu Chevrolet Cobalt, Saturn Astra nebo Toyota Prius, snímky ulic v Evropě jsou pořizovány z automobilu Opel Astra, v Japonsku jsou snímány pomocí automobilu Toyota Prius, v Austrálii a na Novém Zélandu automobilem Holden Astra, v Brazílii pomocí automobilu Fiat Stilo, v Jižní Africe pomocí automobilu Toyota Yaris a v Mexiku pomocí automobilu Pontiac G5. Náměstí a pěší zóny nepřístupné pro automobily jsou snímány pomocí Google Trikes (tříkolek) nebo sněžných skútrů v lyžařských střediscích. V každém z těchto vozů je devět směrových kamer (fotoaparátů), GPS jednotky pozicování, tři laserová měřidla vzdáleností firmy SICK. V autech jsou také nainstalovány skenery signálů Wi–Fi sítí, GSM a 3G, aby bylo možné zjistit přítomnost signálů těchto sítí. V poslední době se používají digitální fotoaparáty s vysokým rozlišením od firmy Elphel, které jsou založené na systému open source hardware. Expozice muzeí a galerií, nebo vnitřní prostory univerzitních kampusů, či stravovacích podniků jsou naskenovány za pomocí vozíku s kamerovým systémem. Některé lokace (např. Grand Canyon), kam se není možné dostat s automobilem, tříkolkou, nebo vozíkem, jsou zajišťovány např. batohem s kamerami (Google Trekker). Někdy bylo zapotřebí speciálních pomocných prostředků (loď, vlak, ponorka).
Google používá pro svou aplikaci 4 generace kamer. První až třetí generace byla použita na snímkování v USA. První generace byla pro svoji nízkou kvalitu nahrazena 2. a posléze 3. generací s vyšší kvalitou zobrazení. Druhá generace byla použita rovněž v Austrálii. Nejnovější, čtvrtá generace, bude postupně nahrazovat předešlé generace kamer s nižší kvalitou obrazu. Snímky je nyní možné vidět v 57 státech (+ Antarktida) a v některých autonomních oblastech (i když části z jiných zemí lze vidět z míst v blízkosti státních hranic, například lze vidět části Vatikánu při pohledu z ulice Via della Conciliazione v Římě).

## Historie
Street View jsou kromě webové aplikace dostupné také na mobilních platformách. Verze pro Apple iPhone byla uvolněna 21. listopadu 2008, 10. prosince pro Symbian, později i pro Windows Mobile. Také všechny verze aplikace Google Maps pro Android mohou zobrazit pohledy Street View a také používají digitální kompas pro pohyb v záběrech. Až do 26. listopadu 2008, byla hlavní města (a na začátku, jen města) označena ikonami fotoaparátu. Poté byly všechny ikony nahrazeny ve prospěch modrého pokrytí a byly přidány nové prvky pro jednodušší uživatelské prostředí aplikace.
23. dubna 2014 byla přidána možnost porovnávání snímků v čase. Jde o lokality, které byly nasnímány několikrát kvůli aktualizaci.
Od října 2011 běží projekt Business Street View, jenž umožňuje virtuální prohlídky různých podniků ve 30 státech světa (duben 2014).
Společnost Google měla v mnoha zemích problémy s touto službou kvůli ochraně osobních údajů. V Německu muselo být pořizování snímků zastaveno.
Některé společnosti v různých státech světa vytvořily vlastní produkty, analogické Google Street View, mj. v zemích, kde ještě služba nebyla spuštěna (např. Bělorusko, Maroko, Kazachstán, Vietnam, nebo Turecko). Portál Mapy.cz takto nabízí produkt „Panorama“.

Země s plným pokrytím
Země s částečným pokrytím
Země s pokrytím v plánu (oficiálně)
Země s pokrytím v plánu (neoficiálně)
Země s pokrytím místních pamětihodností

## Oblasti a lokality dostupné v Google Street View
Jako první byly zpřístupněny v roce 2007 lokality v USA, v následujícím roce následovaly evropské státy Francie, Itálie a Španělsko, dále Austrálie a Nový Zéland a asijské Japonsko. V následujících letech přibývala místa v dalších státech na všech kontinentech Česko nevyjímaje (2009).
Vedle venkovních prostranství jsou nasnímána též muzea, galerie, univerzity, podniky a jiná veřejná místa:
| Muzea a galerie - Austrálie – The Art Gallery of New South Wales, The National Gallery of Australia - Brazílie – Museu de Arte Moderna(MAM), The Pinacoteca do Estado de São Paulo - Česko – Museum Kampa - Francie – Zámek ve Fontainebleu, Musée de l'Orangerie, Musée du quai Branly, Musée d'Orsay, Versailles - Indie – National Gallery of Modern Art(NGMA), National Museum - Irák – The National Museum of Iraq - Itálie – Kapitolská muzea, Galleria degli Uffizi - Izrael – Izraelské muzeum - Japonsko – Adachi Museum of Art, The Tokyo National Museum - Katar – The Museum of Islamic Art - Mexiko – Museo Nacional de Antropología - Německo – Stará národní galerie, Pergamonské muzeum, Národní muzeum v Berlíně, Gemäldegalerie Berlin - Nizozemsko – Rijksmuseum (Amsterdam), Královský palác (Amsterdam), The Van Gogh Museum - Rakousko – Uměleckohistorické muzeum (Vídeň) - Rusko – Treťjakovská galerie, Ermitáž, The Pushkin Museum of Fine Arts, The State Russian Museum - Řecko – Muzeum Akropole - Španělsko – Museo Nacional Centro de Arte Reina Sofía, The Thyssen-Bornemisza Museum, Museu Nacional d'Art de Catalunya(MNAC), Palacio de Cristal, Palacio de Velázquez - Tchaj-wan – National Palace Museum - Turecko – Sakıp Sabancı Museum, The Museum of Innocence - USA – The Art Institute of Chicago, The Cloisters Museum and Gardens, Freer Gallery of Art, Frickova sbírka, Metropolitní muzeum umění, J.Paul Getty Museum, Muzeum moderního umění, National Portrait Gallery (Washington), Smithsonian American Art Museum, Bílý dům - Velká Británie – Národní galerie (Londýn), Tate Britain, Tate Modern | Univerzitní kampusy a instituce - Brazílie - Francie - Itálie - Izrael - Japonsko - Kanada - Nizozemsko - Španělsko - Tchaj-wan - USA - Velká Británie | Podniky, firmy a veřejná místa - Andorra - Austrálie - Belgie - Bulharsko - Česko - Dánsko - Francie - Hongkong - Indie - Irsko - Itálie - Izrael - Japonsko - Jihoafrická republika - Jižní Korea - Kanada - Litva - Mexiko - Německo - Nizozemsko - Norsko - Nový Zéland - Polsko - Portugalsko - Rusko - Singapur - Spojené státy - Španělsko - Švédsko - Švýcarsko - Tchaj-wan - Thajsko - Velká Británie |